# Comuna Mareanopil, Novoukraiinka
Mareanopil (în ucraineană Мар`янопіль) este o comună în raionul Novoukraiinka, regiunea Kirovohrad, Ucraina, formată din satele Kameanîi Mist și Mareanopil (reședința).

## Demografie
Componența lingvistică a comunei Mareanopil
     Ucraineană (92,05%)
     Rusă (4,89%)
     Română (2,6%)
     Alte limbi (0,46%)
Conform recensământului din 2001, majoritatea populației comunei Mareanopil era vorbitoare de ucraineană (92,05%), existând în minoritate și vorbitori de rusă (4,89%) și română (2,6%).